# لويس دييغو لوبيز
لويس دييغو لوبيز بريخو (بالإسبانية: Luis Diego López Breijo) الشهير باسم لويس دييغو لوبيز (مواليد 22 أغسطس 1974 في مونتيفيديو - الأوروغواي) لاعب كرة قدم أوروغواياني يلعب حاليا لصالح نادي الدرجة الأولى كالياري الإيطالي منذ 1998 في مركز قلب الدفاع .

## روابط خارجية
- لويس دييغو لوبيز على موقع الاتحاد الدولي (مؤرشف)  (الإنجليزية)
- لويس دييغو لوبيز على موقع قاعدة بيانات كرة القدم.إي يو (الإنجليزية)
- لويس دييغو لوبيز على موقع ناشيونال فوتبول تيمز (الإنجليزية)
- لويس دييغو لوبيز على موقع عالم كرة القدم.نت (الإنجليزية)